# Jaworowo (powiat gnieźnieński)
Jaworowo – wieś w Polsce położona w województwie wielkopolskim, w powiecie gnieźnieńskim, w gminie Witkowo.
W latach 1975–1998 miejscowość administracyjnie należała do województwa konińskiego.